# BEHER
BEHER, ou Bernardo Hernández, é uma das fábricas de presunto espanholas mais reconhecidas internacionalmente. Encontra-se na D.O. Jamón de Guijuelo, em Guijuelo (Salamanca, Espanha). É uma empresa familiar de terceira geração, fundada na década de 30, e atualmente está entre as 300 maiores empresas de Castela e Leão.
Em 2001 e 2004 foi premiada como “Melhor empresa internacional” na IFFA Delicat de Frankfurt am Main, a principal feira de carnes internacional, que é trienal. Dentre seus produtos se destaca sua "Bellota Oro" que em 2007 e 2010 foi reconhecida nas duas últimas edições da mesma feira como "Melhor presunto do mundo".

## História

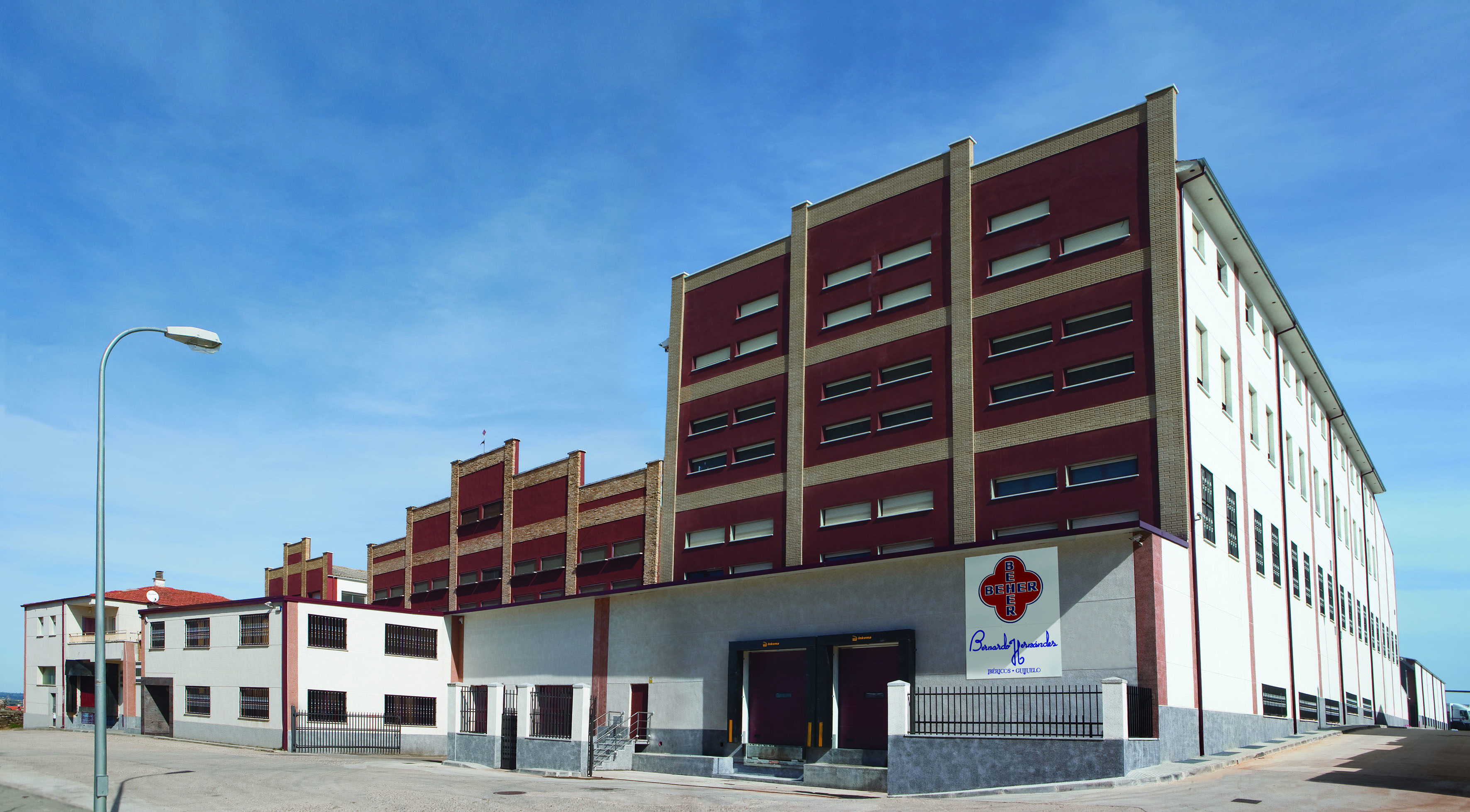
Instalações de BEHER, em Guijuelo.

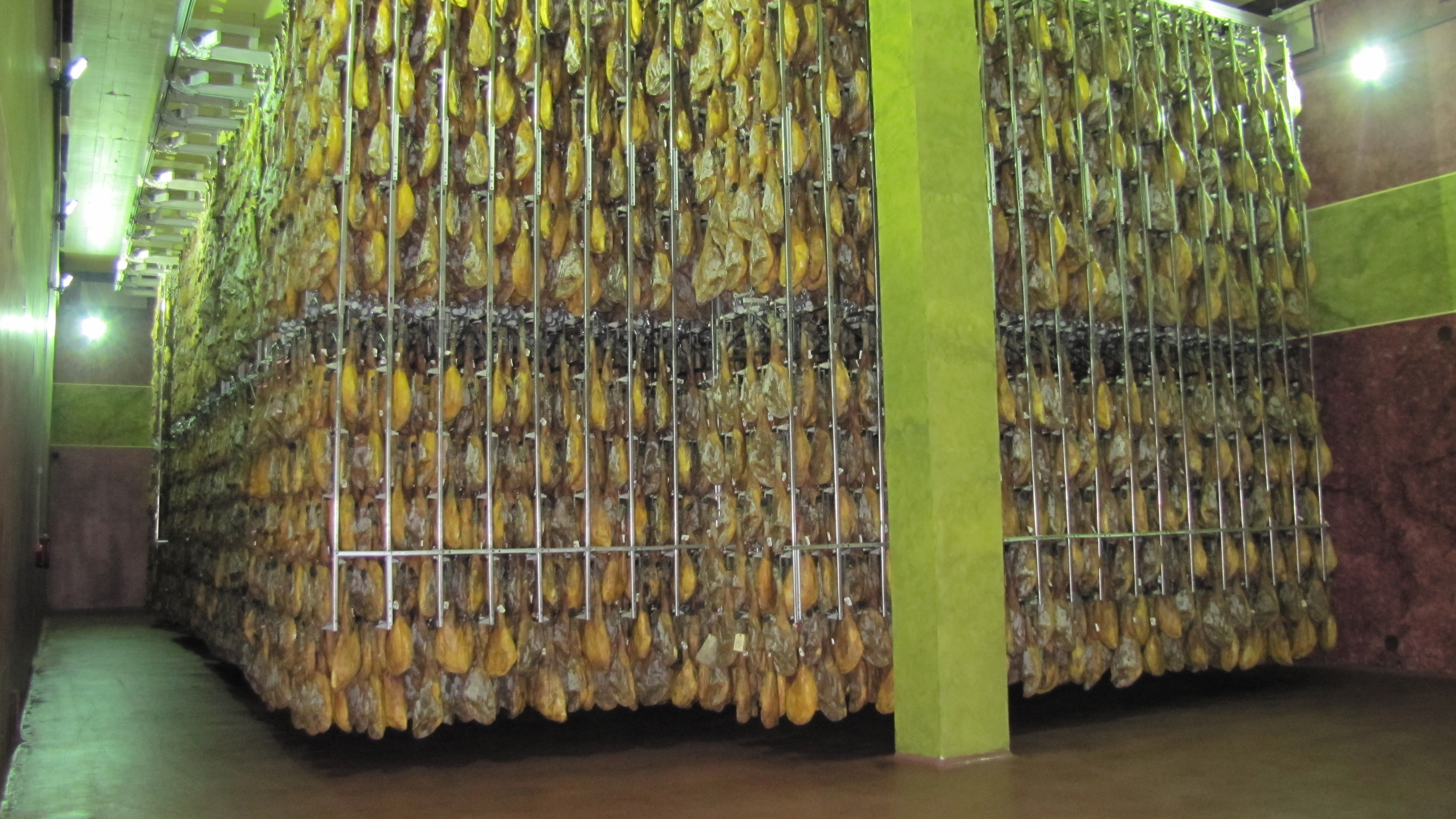
Bodega de cura nas instalações de BEHER, em Guijuelo.

No início da década de 1930, Bernardo Herández Blázquez abriu um negócio de açougue, com base na experiência familiar, fundando uma empresa dedica integralmente ao setor. Nos anos 70, o filho do fundador, Bernardo Hernández García, tomou as rédeas da empresa e começou a criar porcos ibéricos em instalações próprias. Atualmente, seus filhos dirigem a empresa, que é uma das 6 melhores empresas do setor, com uma quota de mercado de 2%. Exporta seus produtos a mais de trinta países, de todos os continentes, dentre os quais se destacam: Austrália, Brasil, Coreia do Sul, Hong Kong, Japão, Rússia e toda a União Europeia.
Em 2010 inaugurou novas instalações, alcançando 19.500m², nos quais se encontra o armazém mais alto da Denominação, único no setor, com 8 metros de altura.

## Produtos

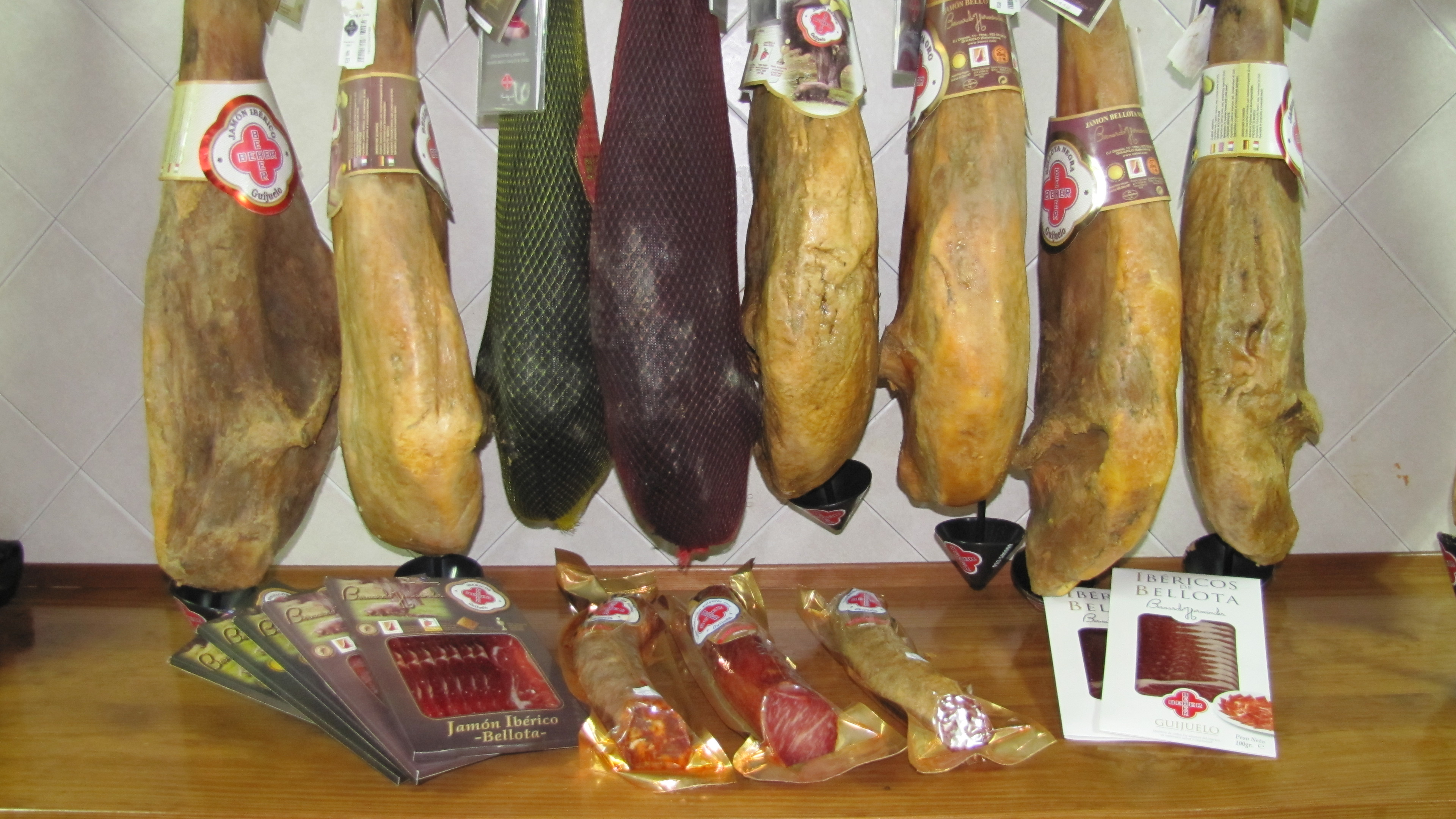
Exposição de enchidos e presuntos de "bellota" com D.O. Jamón de Guijuelo, de BEHER.

BEHER abarca o processo produtivo completo, da criação do porco nas fazendas ao corte manual do presunto, conseguindo assim uma produção homogênea e reconhecida em todo o espectro de frios e embutidos:
- Presunto Ibérico de "bellota" e Costela ibérica de "bellota".
- Enchido ibérico de "bellota": lombo, chouriço, linguiça, toucinho e paio.

### Linhas de produtos
- Etiqueta Ouro: presunto e costela, ibéricos de “bellota”. São escolhidos por seu alto nível em ácido oleico.
- Etiqueta Negra: presunto ibérico de "bellota".
- Etiqueta Vermelha: presunto e costela, ibéricos de "bellota".
- Fatiados: são cortados pelo mestre cortador Anselmo Pérez, atual campeão espanhol de corte de presunto.

## Prêmios e Reconhecimentos

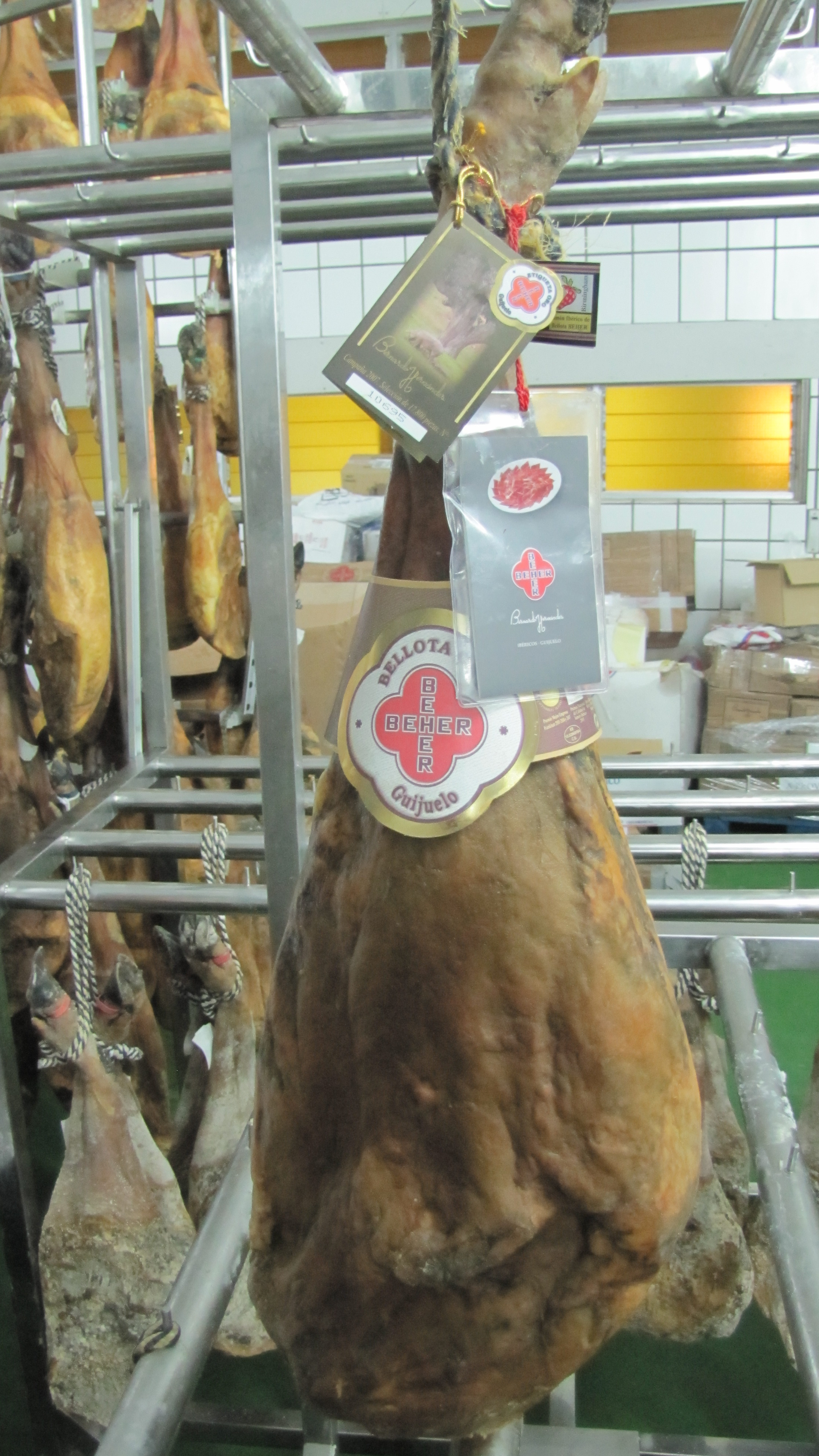
BEHER "Bellota Oro" foi eleito "Melhor presunto do mundo" na IFFA Delicat 2007 e 2010.

Dentre seus principais reconhecimentos internacionais se destacam:
- Feira Nacional de Frankfurt - IFFA Delicat (Alemanha), a principal feira de carnes internacional:[7]
  - 1995: 5 medalhas de ouro.
  - 2001: 10 medalhas de ouro e Prêmio Honorífico "Melhor empresa estrangeira".
  - 2004: 13 medalhas de ouro e Prêmio Honorífico "Melhor empresa estrangeira".
  - 2007: Grande Prêmio Especial na categoria de presuntos, 14 medalhas de ouro e Prêmio de honra na categoria de embutidos.
  - 2010: Grande Prêmio Especial na categoria de presuntos, 16 medalhas de ouro.
- Food&Drink Expo (Birmingham).
  - 2006: Prêmio ao melhor produto internacional.
- SUFFA (Stuttgart).
  - 2006, 3 medalhas de ouro.
- Great Taste (Reino Unido).
  - 2006: Medalha de Bronze.
- Salón Nacional del Jamón (SANJA), Teruel (Espanha).
  - 2001: Prêmio Nacional à qualidade do presunto.